# Ringsted (Iowa)
Ringsted ist eine Kleinstadt (mit dem Status „City“) im Emmet County im US-amerikanischen Bundesstaat Iowa. Das U.S. Census Bureau hat bei der Volkszählung 2020 eine Einwohnerzahl von 365 ermittelt.

## Geografie
Ringsted liegt im Norden Iowas, 25 km südlich der Grenze zu Minnesota. Die geografischen Koordinaten von Ringsted sind 43°17′41″ nördlicher Breite und 94°30′42″ westlicher Länge. Die Stadt erstreckt sich über 2,8 km² und ist die größte Ortschaft innerhalb der Denmark Township.
Nachbarorte von Ringsted sind Armstrong (13,7 km nordnordöstlich), Swea City (25,7 km nordöstlich), Bancroft (24,5 km östlich), Lone Rock (23,4 km ostsüdöstlich), Fenton (16 km südöstlich), Graettinger (25,8 km westsüdwestlich) und Wallingford (27,4 km westlich).
Die nächstgelegenen größeren Städte sind die Twin Cities in Minnesota (Minneapolis und Saint Paul) (255 km nordöstlich), Rochester in Minnesota (235 km ostnordöstlich), Waterloo (265 km südöstlich), Cedar Rapids (358 km in der gleichen Richtung), Iowas Hauptstadt Des Moines (268 km südsüdöstlich), Nebraskas größte Stadt Omaha (332 km südwestlich), Sioux City (222 km westsüdwestlich), South Dakotas größte Stadt Sioux Falls (199 km westlich).

## Verkehr
Der Iowa State Highway 15 führt östlich an Ringsted vorbei. Alle weiteren Straßen sind untergeordnete Landstraßen, teils unbefestigte Fahrwege sowie innerörtliche Verbindungsstraßen.
Mit dem Estherville Municipal Airport befindet sich 30 km nordwestlich ein kleiner Flugplatz. Die nächsten Großflughäfen sind der Minneapolis-Saint Paul International Airport (252 km nordöstlich) und der Des Moines International Airport (278 km südsüdöstlich).

## Bevölkerung
Nach der Volkszählung im Jahr 2010 lebten in Ringsted 422 Menschen in 193 Haushalten. Die Bevölkerungsdichte betrug 150,7 Einwohner pro Quadratkilometer. In den 193 Haushalten lebten statistisch je 2,19 Personen.
Ethnisch betrachtet setzte sich die Bevölkerung zusammen aus 97,6 Prozent Weißen, 0,7 Prozent amerikanischen Ureinwohnern sowie 0,9 Prozent aus anderen ethnischen Gruppen; 0,7 Prozent stammten von zwei oder mehr Ethnien ab. Unabhängig von der ethnischen Zugehörigkeit waren 1,4 Prozent der Bevölkerung spanischer oder lateinamerikanischer Abstammung.
23,7 Prozent der Bevölkerung waren unter 18 Jahre alt, 56,2 Prozent waren zwischen 18 und 64 und 20,1 Prozent waren 65 Jahre oder älter. 53,6 Prozent der Bevölkerung waren weiblich.
Das mittlere jährliche Einkommen eines Haushalts lag bei 42.386 USD. Das Pro-Kopf-Einkommen betrug 34.774 USD. 7,3 Prozent der Einwohner lebten unterhalb der Armutsgrenze.